# Аферата Томас Краун (филм, 1999)
„Аферата Томас Краун“ (на английски: The Thomas Crown Affair) е американски романтичен и криминален трилър от 1999 г. на режисьора Джон Мактиърнън, по сценарий на Лесли Диксън и Кърт Уимър, и е римейк на едноименния филм от 1968 г. Във филма участват Пиърс Броснан, Рене Русо и Денис Лиъри.
Филмът е продуциран от „Юнайтед Артистс“ и „Айриш ДриймТайм“ и е пуснат на 6 август 1999 г.